# 哲學大辭書
哲學大辭書（てつがくだいじしょ、独: Encropaedia Japonica: Enzyklopädisches wörterbuch der philosophie. Erste Auflage. Register der Japanischen, Sanskritischen, Palischen, und Französischen sprachen.）は、『大日本百科辭書』に属する一編であり哲学・心理学に関連する分野の項目を編纂した日本の百科事典である。
また各項目の終わりには執筆者の名前も掲載されている。初版初刷の価格は1冊あたり4円50銭（計31円50銭）である。

## 掲載分野
- 哲学概論。
- 哲学史。
- 論理学。
- 認識論。
- 日本哲学。
- 支那哲学。
- インド哲学。
- 神道。
- 佛教。
- キリスト教。
- コプト教。
- 回回教
- 心理学。
- 児童研究。
- 倫理学。
- 東洋理学。
- 宗教学。
- 美学。
- 社会学。
- 法理学。
- 言語学。
- 教育学。
- 生物学。
- 人類学。
- 精神病理学。
- 生理学。
- 哲学者の伝記。
- 宗教者の伝記。

## 執筆者
序章には、執筆を依頼した専門家の名前が以下のように掲載されている。カッコ内は記載のある冊数。

### 哲学および哲学史
- 井上哲次郎 - 文学博士。東京帝国大学文科大学、教授。（第壹册、第貳册、第参册、第四册、第五册、第六册、第七册）。
- 大島正德 - 文学士。（第壹册、第貳册、第参册、第四册、第五册、第六册、第六册、第七册）。
- 北澤定吉 - 文学士。（第壹册、第貳册、第参册、第四册、第五册、第六册、第七册）。
- 小林一郎 - 文学士。東京帝国大学文科大学、講師。（第壹册、第貳册、第参册、第四册、第五册、第六册、第七册）。
- 朝永三十郎 - 文学士。東京帝国大学文科大学、助教授。（第壹册、第貳册、第参册、第四册、第五册、第六册、第七册）。
- 波多野精一 - 文学博士。早稲田大学、講師。（第壹册、第貳册、第参册、第四册、第五册、第六册、第七册）。
- 織田祐萠 - 文学士。（第参册、第四册、第五册、第六册、第七册）。

### 論理学および認識論
- 桑木巌翼 - 文学博士。京都帝国大学文科大学、教授。（第壹册、第貳册、第参册、第四册、第五册、第六册、第七册）。
- 今福忍 - 文学士。慶應義塾大学、教授。（第壹册、第貳册、第参册、第四册、第五册、第六册、第七册）。
- 紀平正美[2] - 文学士。東洋大学、講師。（第壹册、第貳册、第参册、第四册、第五册、第六册、第七册）。
- 淀野輝淳 - 文学士。（第壹册、第貳册、第参册、第四册、第五册、第六册、第七册）。

### 東洋哲学および東洋倫理
- 井上哲次郎 - 文学博士。東京帝国大学文科大学、教授。（第壹册、第貳册、第参册、第四册、第五册、第六册、第七册）。
- 遠藤隆吉 - 文学博士。（第壹册、第貳册、第参册、第四册、第五册、第六册、第七册）。
- 小柳司氣太 - 文学士。東京帝国大学文科大学、講師。（第壹册、第貳册、第参册、第四册、第五册、第六册、第七册）。
- 有馬祐政 - 文学士。学習院、教授。（第壹册、第貳册、第参册、第四册、第五册、第六册、第七册）。

### インド哲学
- 高楠順次郎 - 文学博士。東京帝国大学文科大学、教授。（第壹册、第貳册、第参册、第四册、第五册、第六册、第七册）。
- 松本文三郎 - 文学博士。京都帝国大学文科大学、学長。（第壹册、第貳册、第参册、第四册、第五册、第六册、第七册）。
- 堀謙德 - 文学士。豊山大学、講師。（第壹册、第貳册、第参册、第四册、第五册、第六册、第七册）。

### 神道哲学
- 有馬祐政 - 文学士。学習院、教授。（第五册、第六册、第七册）。
- 田中義能 - 文学士。國學院大學、講師。（第壹册、第貳册、第参册、第四册、第五册、第六册、第七册）。
- 補永茂助 - 文学士。東洋大学、講師。（第壹册、第貳册、第参册、第四册、第五册、第六册、第七册）。

### 仏教哲学
- 姊崎正治[3] - 文学博士。東京帝国大学文科大学、教授。（第壹册、第貳册、第参册、第四册、第五册、第六册、第七册）。
- 荻原雲來 - Ph.D.。宗教大学、教頭。（第壹册、第貳册、第参册、第四册、第五册、第六册、第七册）。
- 齋藤唯信 - 眞宗大学、教頭。（第壹册、第貳册、第参册、第四册、第五册、第六册、第七册）。
- 椎尾辨匡 - 宗教大学、講師。（第壹册、第貳册、第参册、第四册、第五册、第七册）。
- 島地默雷 - 物故。（第六册、第七册）。
- 島地大等 - 浄土真宗大学、日蓮宗大学、天台宗大学、講師。（第壹册、第貳册、第参册、第四册、第五册、第六册、第七册）。
- 常盤大定 - 文学博士。東京帝国大学文科大学、講師。（第壹册、第貳册、第参册、第四册、第五册、第六册、第七册）。
- 南條文雄 - 文学博士。眞宗大学、、学長。（第壹册）。
- 堀謙德 -文学士。豊山大学、講師。（第壹册、第貳册、第参册、第四册、第五册、第六册、第七册）。
- 前田慧雲 - 文学博士。東洋大学、学長。東京帝国大学文科大学、講師。（第壹册、第貳册、第参册、第四册、第五册、第六册、第七册）。
- 山田孝道 - 曹洞宗大学、教授。（第壹册、第貳册、第参册、第五册、第六册、第七册）。
- 吉田修夫 - 文学士。（第壹册、第貳册、第参册、第四册、第五册、第六册、第七册）。
- 鷲尾順敬 - 曹洞宗大学、講師。（第壹册、第貳册、第参册、第四册、第五册、第六册、第七册）。
- 渡辺海旭 - Ph.D.。宗教大学、講師。（第参册、第四册、第五册、第六册、第七册）。

### キリスト教およびコプト教
- 相原一郎介 - 文学士。内務省。（第参册、第四册、第五册、第六册、第七册）。
- 石原謙 - 文学士。（第参册、第四册、第五册、第六册、第七册）。
- 三並良 - 第一高等学校、教授。（第壹册、第貳册、第参册、第四册、第五册、第六册、第七册）。
- 向軍治 - 慶応大学、教授。（第壹册、第貳册、第参册、第四册、第五册、第六册、第七册）。
- 村田勉- MA。女子大学、教授（第四册、第五册、第六册、第七册）。

### 心理学
- 元良勇次郎 - 文学博士。東京帝国大学文科大学、教授。（第壹册、第貳册、第参册、第四册、第五册、第六册、第七册）。
- 松本亦太郎 - 文学博士。京都帝国大学文科大学、教授。（第壹册、第貳册、第参册、第四册、第五册、第六册、第七册）。
- 速水滉 - 文学士。第一高等学校、教授。（第壹册、第貳册、第参册、第四册、第五册、第六册、第七册）。
- 桑田芳藏 - 文学士。東京帝国大学文科大学、助手。（第壹册、第貳册、第参册、第四册、第五册、第六册、第七册）。
- 上野俊夫 - 文学士。京都帝国大学文科大学、講師。（第壹册、第貳册、第参册、第四册、第五册、第六册、第七册）。
- 大槻快尊[4] - 文学士。豊山大学、講師。（第壹册、第貳册、第参册、第四册、第五册、第六册、第七册）。
- 上野陽一 - 文学士。（第壹册、第貳册、第参册、第四册、第五册、第六册、第七册）。

### 児童研究
- 高島平三郎。（第壹册、第貳册、第参册、第四册、第五册、第六册、第七册）。
- 倉橋惣三 - 文学士。（第壹册、第貳册、第参册、第四册、第五册、第六册、第七册）。

### 倫理学
- 大島直治 - 文学士。第七高等学校、講師。（第貳册、第参册、第四册、第五册、第六册、第七册）。
- 得能文 - 東洋大学、講師。（第壹册、第参册、第四册、第五册、第六册、第七册）。
- 友枝高文 - 文学士。京都帝国大学文科大学、助教授。（第壹册、第貳册、第参册、第四册、第五册、第六册、第七册）。
- 中島力造 - 文学博士。東京帝国大学文科大学、教授。（第壹册、第貳册、第参册、第四册、第五册、第六册、第七册）。
- 中島德藏 - 東洋大学、講師。（第壹册、第貳册、第参册、第四册、第五册、第六册、第七册）。
- 深作安文 - 文博士。東京帝国大学文科大学、講師。（第壹册、第貳册、第参册、第四册、第五册、第六册、第七册）。
- 藤井健治郎 - 早稲田大学、講師。（第壹册、第貳册、第参册、第四册、第五册、第六册、第七册）。
- 吉田靜致 - 文博士。東京高等師範学校、教授。（第壹册、第貳册、第参册、第四册、第五册、第六册、第七册）。
- 大島正德 - 文博士。東洋大学、講師。（第五册、第六册、第七册）。

### 宗教学
- 姊崎正治[3] - 文学博士。東京帝国大学文科大学、教授。（第壹册、第貳册、第参册、第四册、第五册、第六册、第七册）。
- 淸水友次郎 - 佛教大学、講師。（第壹册、第貳册、第参册、第四册、第五册、第六册、第七册）。
- 加藤玄智 - 文学博士。東京帝国大学文科大学、教授。（第壹册、第貳册、第参册、第四册、第五册、第六册、第七册）。
- 椎尾辨匡 - 文学博士。宗教大学、講師。（第壹册、第貳册、第参册、第四册、第五册、第六册、第七册）。

### 美学
- 大塚保治 - 文学博士。東京帝国大学文科大学、教授。（第壹册、第貳册、第参册、第四册、第五册、第六册、第七册）。
- 乙骨三郎 - 東京音楽学校、教授。（第壹册、第貳册、第参册、第四册、第五册、第六册、第七册）。
- 安部次郎 - 文博士。（第壹册、第貳册、第参册、第四册、第五册、第六册、第七册）。
- 生田弘冶 - 文博士。（第壹册、第貳册、第参册、第四册、第五册、第六册、第七册）。
- 菅原教造 - 文博士。（第壹册、第貳册、第参册、第四册、第五册、第六册、第七册）。

### 社会学に付する法理学
- 遠藤隆吉 - 文学博士。（第壹册、第貳册、第参册、第四册、第五册、第六册、第七册）。
- 浮田和民 - 法学博士。早稲田大学高等師範部、部長。（第壹册）。
- 樋口秀雄 - 文学士。（第壹册、第貳册、第参册、第四册、第五册、第六册、第七册）。
- 小林郁 - 文学士。広島高等師範学校（第四册、第五册、第六册、第七册）。
- 相原熊太郎 - 文学士。（第貳册、第参册、第四册、第五册、第六册、第七册）。
- 内田旭 - 文学士。（第参册、第四册、第五册、第六册、第七册）。
- 八田光二 - 法学士。（第五册、第六册、第七册）。

### 言語学
- 藤岡勝二 - 文学士。東京帝国大学文科大学、助教授。（第壹册、第貳册、第参册、第四册、第五册、第六册、第七册）。
- 小倉進平 - 文学士。東京帝国大学文科大学、助手。（第壹册、第貳册、第参册、第四册、第五册、第六册、第七册）。

### 教育学
- 谷本富 - 文学博士。京都帝国大学文科大学、教授。（第壹册、第貳册、第参册、第四册、第五册、第六册、第七册）。
- 吉田熊次 - 文学士。東京帝国大学文科大学、助教授。（第壹册、第貳册、第参册、第四册、第五册、第六册、第七册）。

### 生物学
- 飯塚啓 - 理学士。東京帝国大学理科大学、助教授。（第壹册、第貳册、第参册、第四册、第五册、第六册、第七册）。
- 田中茂穂 - 理学士。（第壹册、第貳册、第参册、第四册、第五册、第六册、第七册）。

### 人類学
- 坪井正五郎 - 理学士。東京帝国大学理科大学、教授。（第壹册、第貳册、第参册、第四册、第五册、第六册、第七册）。

### 精神病学
- 田澤秀四郎 - 医学士。帝国脳病院、院長。（第壹册、第貳册、第参册、第四册、第五册、第六册、第七册）。
- 石川貞吉 - 医学士。（第四册、第五册、第六册、第七册）。

### 生理学
- 永井潜 - 理学士。東京帝国大学理科大学、助教授。（第壹册、第貳册、第参册、第四册、第五册、第六册、第七册）。

### 東西哲学者史伝
- 姊崎正治[3]  - 文学博士。東京帝国大学文科大学、教授。（第壹册、第貳册、第参册、第四册、第五册、第六册、第七册）。
- 有馬祐政 - 文学士。学習院、教授。（第壹册、第貳册、第参册、第四册、第五册、第六册、第七册）。
- 井上哲次郎 - 文学博士。東京帝国大学文科大学、教授。（第壹册、第貳册、第参册、第四册、第五册、第六册、第七册）。
- 遠藤隆吉 - 文学博士。（第壹册、第貳册、第参册、第四册、第五册、第六册、第七册）。
- 小柳司氣太 - 文学士。東京帝国大学文科大学、講師[5]。（第壹册、第貳册、第参册、第四册、第五册、第六册、第七册）。
- 大田黑作次郎 - 文学士。（第壹册、第貳册、第参册、第四册、第五册、第六册、第七册）。
- 小倉進平 - 文学士。東京帝国大学文科大学、助手。（第参册、第四册、第五册、第六册、第七册）。
- 關野貞 - 工学博士。東京帝国大学工科大学、教授。（第参册、第四册、第五册、第六册、第七册）。
- 高楠順次郎 - 文学博士。東京帝国大学文科大学、教授。（第壹册、第貳册、第参册、第四册、第五册、第六册、第七册）。
- 田中義能 - 文学士。國學院大學、講師。（第壹册、第貳册、第参册、第四册、第五册、第六册、第七册）。
- 坪井正五郎 - 理学士。東京帝国大学理科大学、教授。（第壹册、第貳册、第参册、第四册、第五册、第六册、第七册）。
- 野田義夫 - 文学士。鹿児島高等師範学校、教授。（第壹册、第貳册、第参册、第四册、第五册、第六册、第七册）。
- 藤岡勝二 - 文学士。東京帝国大学文科大学、助教授。（第壹册、第貳册、第参册、第四册、第五册、第六册、第七册）。
- 堀謙德 - 文学士。豊山大学、講師。（第壹册、第貳册、第参册、第四册、第五册、第六册、第七册）。
- 堀田相爾 - 文学士。（第壹册、第貳册、第参册、第四册、第五册、第六册、第七册）。
- 鷲尾順敬 - 曹洞宗大学、講師。（第壹册、第貳册、第参册、第四册、第五册、第六册、第七册）。

## 書誌
- 大日本百科辭書編輯部 編『哲學大辭書：ア-キ』 第壹册（初刷）、同文館、東京、1909年8月20日。
- 大日本百科辭書編輯部 編『哲學大辭書：キ-シ』 第貳册（初刷）、同文館、東京、1910年3月15日。
- 大日本百科辭書編輯部 編『哲學大辭書：シ-シ』 第参册（初刷）、同文館、東京、1910年8月30日。
- 大日本百科辭書編輯部 編『哲學大辭書：シ-チ』 第四册（初刷）、同文館、東京、1911年1月28日。
- 大日本百科辭書編輯部 編『哲學大辭書：チ-フ』 第五册（初刷）、同文館、東京、1911年8月5日。
- 大日本百科辭書編輯部 編『哲學大辭書：フ-レ』 第六册（初刷）、同文館、東京、1911年12月28日。
- 大日本百科辭書編輯部 編『哲學大辭書：レ-ヲ：総目次』 第七册（初刷）、同文館、東京、1912年6月30日。